# Свіді йде в коледж
Свіді йде в коледж (англ. Sweedie Goes to College) — американська короткометражна кінокомедія режисера Річарда Фостера Бейкера 1915 року.

## У ролях
- Воллес Бірі — Свіді
- Бен Терпін — Ромео
- Шарлотта Міно — Матрона
- Глорія Свенсон — Бетті